# 山田インターチェンジ (鹿児島県)
山田インターチェンジ（やまだインターチェンジ）は、鹿児島県鹿児島市山田町にある、指宿スカイラインのインターチェンジである。
指宿方面の出入口は2016年（平成28年）度より用地買収に着手し、2022年（令和4年）4月1日に供用開始された。

## 歴史

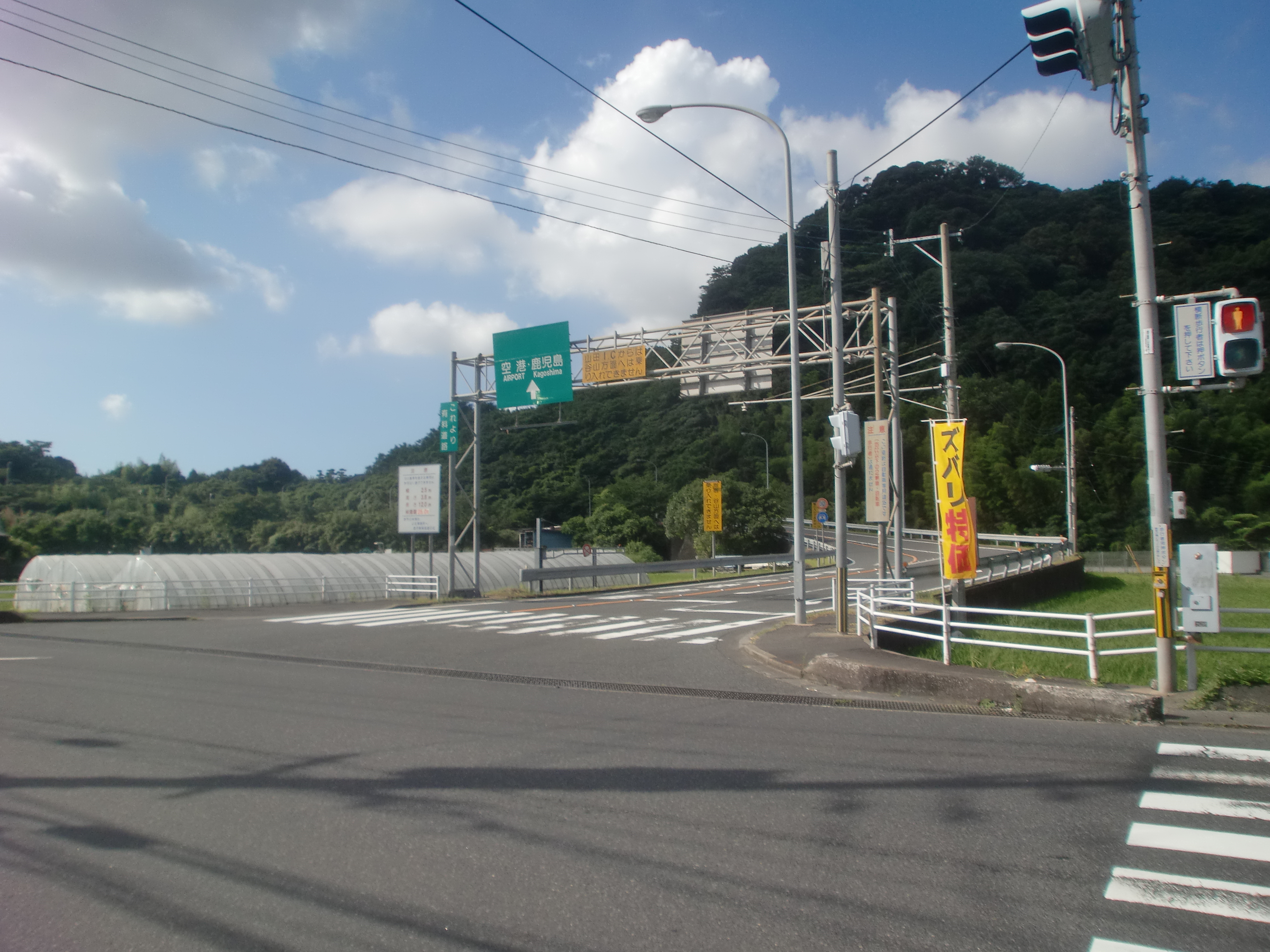
一般道からの入口（2010年、フルインター化前）

- 1988年（昭和63年）3月29日 : 指宿スカイライン3期区間の鹿児島IC - 谷山IC間開通に伴い、供用開始[3]。
- 2022年（令和4年）4月1日 : 指宿方面出入口が供用開始[2][4]。

## 接続する道路

### 直接接続
- 鹿児島県道35号永吉入佐鹿児島線

## 料金所
鹿児島IC方面出入口では、料金は本線上にある山田料金所で徴収されるため、ランプ内には設置されていない。
指宿方面出入口は、山田料金所を通過しないため、ランプ内に、山田第2料金所が設置されている。
•ブース数:4
入口
• ブース数:2     
・ETC専用:1
・一般:1(自動精算機)
出口
・ブース数:2
・ETC専用:1
・一般:1 (自動精算機)

## 隣
指宿スカイライン
(29)鹿児島IC - 山田料金所 - 山田IC - 中山IC